# Aimovaara
Aimovaara är ett berg i Finland. Det ligger i Posio i landskapet Lappland, i den norra delen av landet, 700 km norr om huvudstaden Helsingfors. Toppen på Aimovaara är 380 meter över havet.
Terrängen runt Aimovaara är huvudsakligen platt. Aimovaara ligger uppe på en höjd som går i nord-sydlig riktning. Aimovaara är den högsta punkten i trakten. Trakten runt Aimovaara är nära nog obefolkad, med mindre än två invånare per kvadratkilometer. Närmaste större samhälle är Posio, 16,6 km nordost om Aimovaara. 